# Vysokoteplotní plynem chlazený reaktor

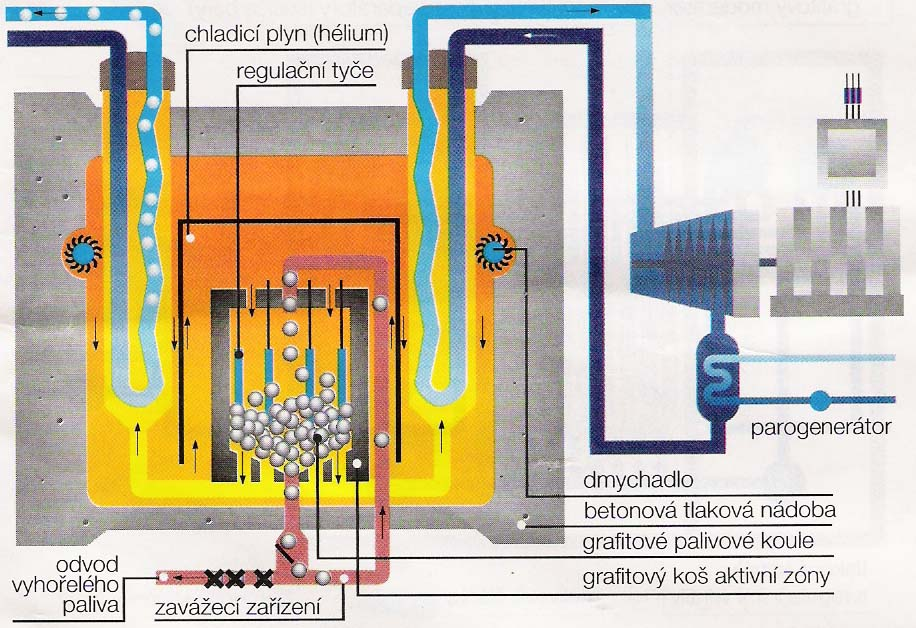
Oblázkový HTGR s parní turbínou

Vysokoteplotní plynem chlazený reaktor (HTGR, anglicky high-temperature gas-cooled reactor) je jaderný energetický reaktor IV. generace s výstupní teplotou 700–950 °C. Dělí se na dva základní typy podle tvaru segmentů aktivní zóny. Ty mohou být buď kulovité (reaktor s oblázkovým ložem, anglicky pebble bed reactor – PBR), nebo ve tvaru šestibokého hranolu (anglicky prismatic block; reaktor v modulárním provedení se označuje jako prismatic modular reactor – PMR). Pro oba typy má aktivní zóna válcový tvar. Moderátorem je v obou případech grafit, přičemž ke chlazení se využívá především helium, které má výhodu inertního plynu, a navíc se nemůže aktivovat neutrony.
Označení VHTR (anglicky very-high-temperature reactor) se často používá pro HTGR s výstupní teplotou nad 800 °C.
Vysoká výstupní teplota umožňuje využít HTGR k výrobě elektřiny s vysokou účinností a k vysokoteplotním průmyslovým procesům. Zvláště významná bude produkce vodíku siřičito-jódovým termochemickým cyklem, která vyžaduje teplotu kolem 850 °C.
Prvním demonstračním reaktorem typu HTGR a IV. generace vůbec se stal čínský modulární oblázkový reaktor HTR-PM s tepelným výkonem 250 MW a výstupní teplotou 750 °C. V demonstrační elektrárně Shidaowan spuštěné na konci roku 2021 dva tyto reaktory pohánějí společný turbogenerátor o výkonu 210 MW.

## Historie

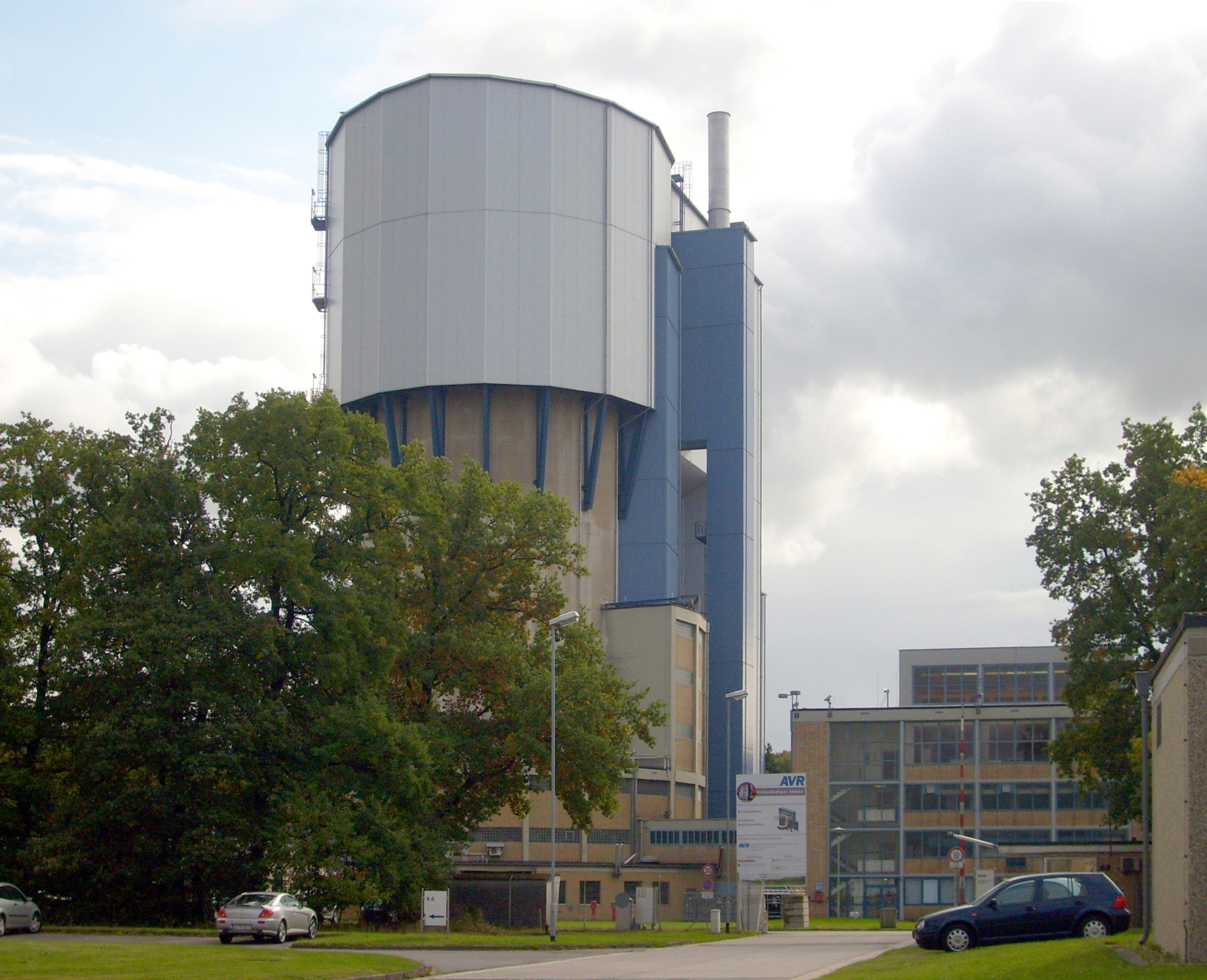
Reaktor AVR v Německu

Plynem chlazené reaktory (GCR) se začaly vyvíjet na samém počátku vývoje jaderné energetiky už v 50. letech. První reaktor typu HTGR byl pak spuštěn ve Velké Británii roku 1964. Jednalo se o experimentální reaktor typu PMR o výkonu 20 MWt, který nesl název Dragon a byl provozován do roku 1975. Prvním HTGR reaktorem s koncepcí PBR byl roku 1967 reaktor AVR o tepelném výkonu 46 MW, který byl provozován ve Spolkové republice Německo až do roku 1988. Následovaly další reaktory, které postupně navyšovaly výkon. Mezi nimi byl roku 1966 americký Peach Bottom Unit 1 o tepelném výkonu 115 MW a roku 1976 jeho následovník Fort St. Vrain o tepelném výkonu 842 MW. Reaktory v USA využívaly koncepci s hranolovým palivem. Na konci roku 1985 byl ve Spolkové republice Německo spuštěn thoriový reaktor THTR-300 (Thorium-High-Teperature Reactor), jenž vycházel z návrhu dřívějšího reaktoru AVR. Blok byl připojen k síti, kam dodával 308 MW z celkového tepelného výkonu 750 MW. Pro četné technické problémy především s palivem však fungoval pouze do roku 1989. Poslední tři jmenované reaktory byly tzv. demonstrační průmyslové jednotky.
Do dnešní doby (3/2016) jsou v provozu pouze dva výzkumné reaktory v Asii. Prvním je HTTR (High-Temperature Test Reactor) spuštěný roku 1998 v Japonsku. Reaktor má tepelný výkon 30 MW a stejně jako americké reaktory je typu PMR. Tím druhým je HTR-10 fungující od roku 2010 v Číně, který je typu PBR, poskytuje tepelný výkon 10 MW. 

## Princip
Teplo je vyvíjeno v aktivní zóně reaktoru, která je tvořena kulovými či hranolovými tělesy. Ty se skládají z povlakovaných palivových tělísek z oxidu uraničitého (UO2) o průměru několik desetin milimetru, která jsou zapouzdřená v grafitové matrici. HTGR reaktory také často používají palivo obohacené o thorium (Th). Palivo u PBR zařízení je měněno a doplňováno za provozu systémem odebírání a třídění kuliček umístěným vespod nádoby. Aktivní zóna je chlazena plynem proudícím v případě PBR od shora dolů, aby se jednotlivé segmenty držely pohromadě. Tlak primárního okruhu se pohybuje kolem 6 MPa.
Pro koncepci PBR i PMR lze k přeměně tepelné energie na mechanickou využít buď Braytonův plynový cyklus, nebo Rankinův parní cyklus. V případě Braytonova plynového cyklu se prozatímní technická řešení potýkají především s velkými úniky helia, což je hlavním důvodem uplatňování Rankinova parního cyklu, který ovšem zahrnuje parogenerátor. Parní cyklus byl uplatněn u reaktoru AVR, Peach Bottom Unit 1, Fort St. Vrain a THTR-300.

## Výhody a nevýhody oproti lehkovodním reaktorům
Oproti standardním lehkovodním reaktorům mají HTGR reaktory vyšší účinnost díky vyšším teplotám, lepší bezpečnostní parametry a menší produkci jaderného odpadu, jelikož umožňují vyšší vyhoření. Zároveň přináší možnost využití jednou použitého paliva bez nutnosti jeho přepracování, čímž se zvedá počet využitelných zdrojů. Inertní helium má navíc tu výhodu, že nemoderuje neutrony a zůstává stále v plynné fázi. Nevýhodou helia je však poměrně špatná schopnost odvodu tepla. Zde v otázce přeměny kinetické energie plynu na mechanickou též narážíme na nedostatečné zkušenosti s konstrukcí turbín poháněných heliem, které jsou navíc podstatně menší než parní. Konstrukční návrh HTGR reaktoru je ale snazší a hlavním problémem tak zůstávají především vhodné materiály, zejména z pohledu dosahovaných teplot v kontaktu s heliem.
Bezpečnostní výhodou je například lepší schopnost udržení integrity paliva v případě LOCA havárie a oproti tlakovodním reaktorům i výrazně nižší tlak primárního okruhu. To vše přináší nižší nároky na bezpečnostní systémy, což se zřetelně projeví na ceně.

## Palivo

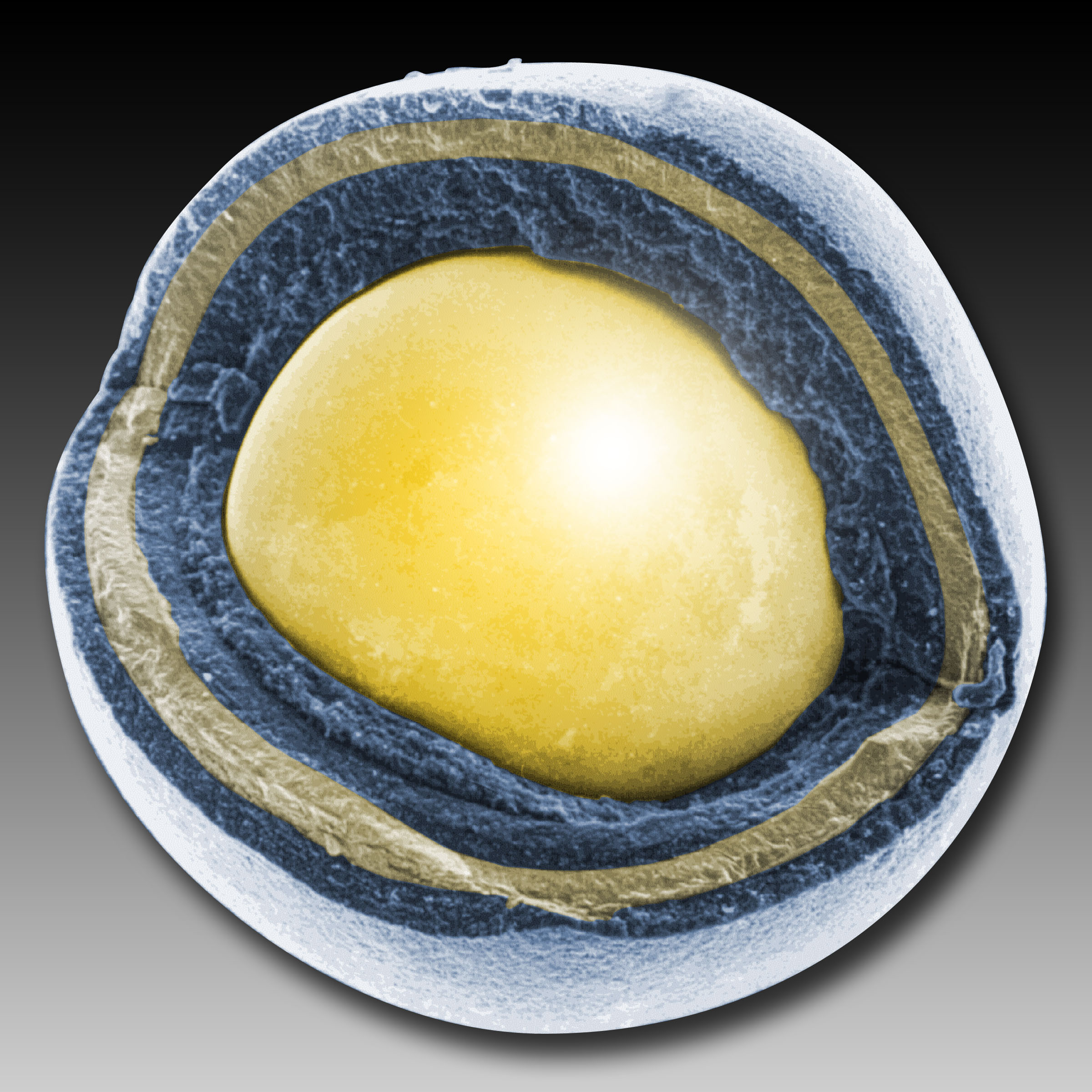
Palivová částice typu TRISO

- BISO – zkratka anglického „Bistructural Isotropic“

Štěpný materiál ve formě velmi malé kuličky (cca 0,5 mm) je pokrytý nejprve relativně porézní vrstvou grafitu a poté kompaktnější vrstvou pyrolytického grafitu (PyC). Takto povlakované kuličky jsou následně zapuštěny do grafitové matrice a umístěny do aktivní zóny.
- TRISO – zkratka anglického „Tristructural Isotropic“

Tento model paliva přidává další dva povlaky na vrstvu z PyC. Materiálem prvního přidaného povlaku je karbid křemíku (SiC), ale v minulosti byly vyzkoušeny i povlaky ze zirkonia. Druhý povlak je opět z PyC. Výsledkem přidání dalších dvou vrstev je lepší zadržení štěpných produktů, což vedlo k četnějšímu používání tohoto typu paliva. Takto pokryté palivo má průměr okolo 0,9 mm.
- QUADRISO - zkratka anglického „Quadstructural Isotropic“

V tomto případě se jedná o pokrytí standardní palivové částice TRISO vrstvou z vyhořívajícího absorbátoru, kterou většinou tvoří oxidy europia nebo erbia. QUADRISO částice jsou vhodné pro použití ve směsi s TRISO palivem, kde je lze využít ke kompenzaci přebytečné reaktivity.

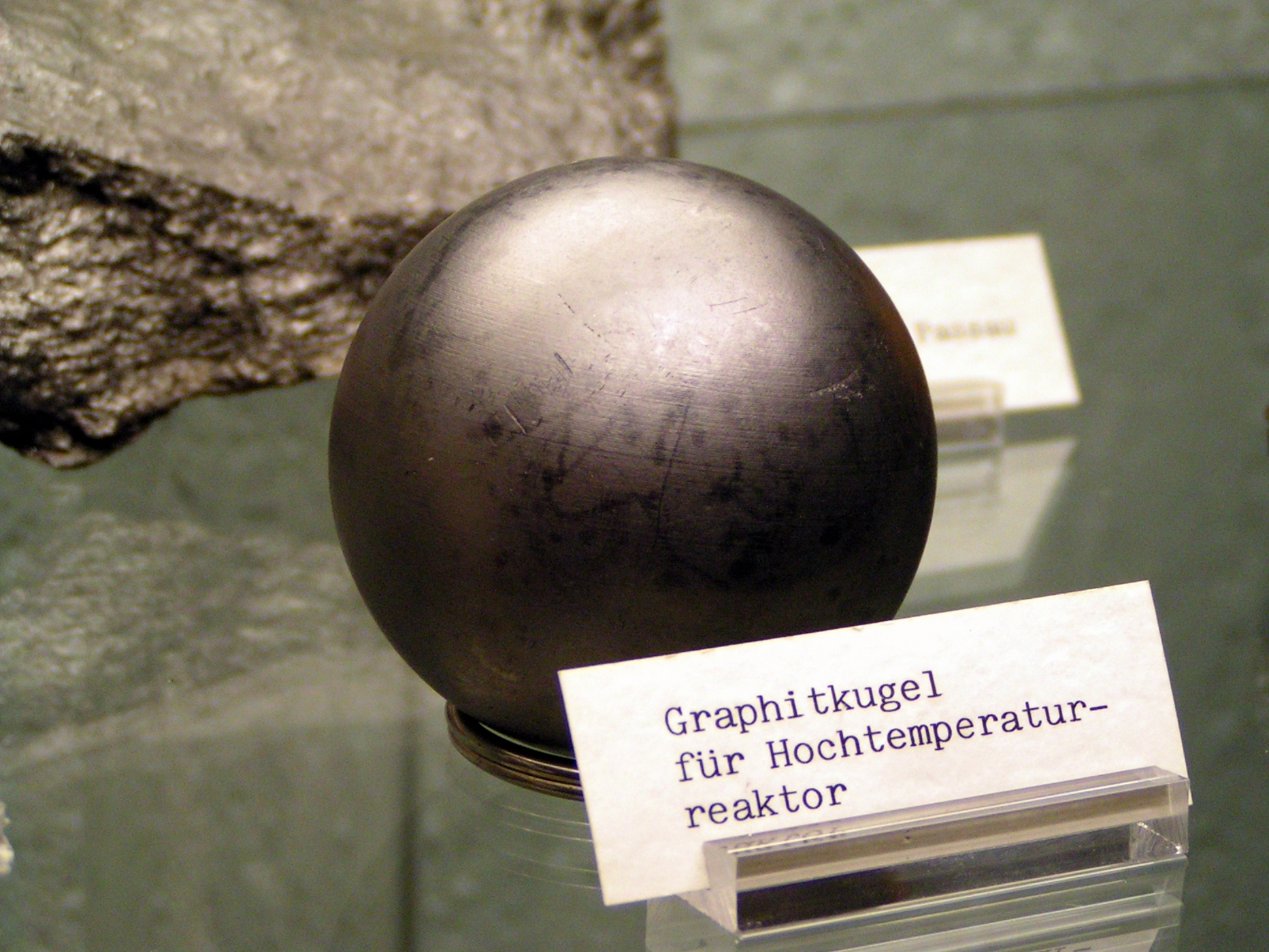
Kulový segment aktivní zóny pro reaktor PBR

Palivové částice jsou následně umístěny do grafitových matric kulového nebo hranolovitého tvaru. V případě kulového segmentu jsou palivové kuličky umístěny ve středu matrice a při okrajích je ponechána vrstva 5mm obsahující pouze grafit.

## Současnost
Kromě práce na již existujících pokusných reaktorech v Číně a Japonsku, se výzkum v posledních letech soustředí především na tři hlavní projekty.
Tím prvním je PBMR (Pebble Bed Modular Reactor), jehož vývoj vede jihoafrická společnost Eskom. V prosinci roku 2008 však vedení společnosti oznámilo odložení projektu kvůli nedostatku financí. O technologické zakázky se v tu dobu ucházely společnosti Westinghouse a AREVA. Ačkoliv následně došlo ke spolupráci s firmou Westinghouse, projekt byl zastaven v září 2010 rozhodnutím tamní vlády.
Druhým projektem je tzv. GT-MHR (Gas Turbine Modular Helium Reactor), na kterém pracují ruský Rosatom, americký General Atomic, francouzská AREVA a japonský Fuji Electric.
Současné snahy jsou ale nejvíce upírány k projektu jaderné elektrárny nové generace neboli NGNP (New Generation Nuclear Plant), na jehož vývoji se podílí francouzská AREVA a Národní laboratoř v Idaho, USA. Projekt počítá s uplatněním HTGR reaktoru tzv. čtvrté generace, někdy označovaného jako VHTR, jehož návrh poskytla právě AREVA. Pro kombinaci s parním cyklem je tento model reaktoru označován jako SC-HTGR. Kromě francouzského výrobce nabízely projektu NGNP svoji technologii i dvě americké firmy - General Atomic a Westinghouse. Zařízení má vyrábět teplo nejen pro výrobu elektrické energie, ale i pro další průmyslové procesy jako zpracování ropy, chemický průmysl, výrobu vodíku a odsolování mořské vody.

## Budoucnost
V budoucnu se počítá s větší rolí HTGR reaktorů hlavně na poli malých modulárních zařízení. Jednodušší konstrukční postup, menší rozměry, vyšší bezpečnostní parametry hlavně v případě paliva i možnost širšího využití této technologie by mohly umožnit výstavbu i v lokalitách, kde by standardní reaktory akceptovány nebyly. Možnost efektivnější modularizace konstrukce pak otevírá cestu k sériové výrobě, která jde ruku v ruce s nižšími náklady. Důkazem je dohoda mezi Japonskem a Indonésií z roku 2014 o vybudování několika malých modulárních reaktorů do elektrického výkonu 100 MW, čemuž by mělo předcházet postavení experimentálního reaktoru o elektrickém výkonu 3-10 MW.
Kromě malých modulárních reaktorů se v dlouhodobém horizontu uvažuje i o výstavbě větších demonstračních jednotek. Doba výstavby těchto vysokoteplotních bloků by se dle odhadů měla pohybovat mezi 3 a 4 roky.

## Doplňující vysvětlení
GCR (Gas-Cooled Graphite-Moderated Reactor) – Označení pro plynem chlazené a grafitem moderované reaktory, mezi něž se řadí i HTGR.
VHTR (Very High-Temperature Reactor) – Pokročilý koncept reaktorů HTGR, dosahující výstupní teploty chladicího média přes 1 000 °C.